# Simona Premazzi
Simona Premazzi (* 22. April 1975 in Busto Arsizio) ist eine italienische Jazzpianistin und Komponistin.

## Leben und Wirken
Simona Premazzi wuchs im ländlichen Norditalien auf und begann mit neun Jahren Klavier zu lernen. Sie besuchte das Musikkonservatorium in Udine; anschließend studierte sie in Mailand an der Jazzschule und der CPM-Musikschule u. a. bei Massimo Colombo und Franco D’Andrea. In dieser Zeit spielte sie mit der Studentenband Mingus Fingers Septet und gehörte vier Jahre Enrico Intras Big Band an, mit der sie auf internationale Tourneen ging.
2004 zog sie nach New York City, arbeitete u. a. mit Fred Hersch, Jason Moran, Jean-Michel Pilc, Harry Whitaker, Greg Osby, Seamus Blake, Wayne Escoffery, Dayna Stephens, J. D. Allen III, Jaleel Shaw, Rodney Green, E. J. Strickland und spielte dort in verschiedenen Jazzclubs, wie dem Smalls oder Dizzy’s Club Coca Cola. 2007 legte sie das Album Looking for an Exit (mit Ari Hoenig und Joe Sanders) mit Eigenkompositionen und Jazzstandards  vor.
2010 folgte das Album Inside In, mit Stacy Dillard, Ryan Berg und Rudy Royston. 2013 erschien das Album The Lucid Dreamer (Inner Circle Music), das sie mit Melissa Aldana, Ameen Saleem, Jochen Rückert und Greg Osby aufgenommen hatte. Im Jahre 2019 leitete Premazzi ein Quintett, dem Brandon Lee, Mark Shim, Rick Rosato und Ofri Nehemya angehörten.
Mit dem Saxofonisten (Tenor- + Sopran-) Kyle Nasser aus Boston tat sie sich 2021 zusammen, um ein gemeinsames Projekt Premazzi / Nasser Quartet (mit dabei Bassist Noah Garabedian und Schlagzeuger Jay Sawyer) zu gründen, mit dem 2025 auf OA2 Records aus Seattle das Album From What I Recall herauskam.

## Diskographische Hinweise
- Looking for an Exit 2007, Eigenverlag
- Inside In 2010, Eigenverlag
- The Lucid Dreamer 2013, Inner Circle Music[4]
- Let Me Be Free - Live at Buffalo CMC Jazz Festival (2019)
- Wave in Gravity (PRE/Virgin Records 2023)
- Premazzi / Nasser Quartet: From What I Recall (OA2 Records 2025)